# Біла (Зґерський повіт)
Біла (пол. Biała) — село в Польщі, у гміні Зґеж Зґерського повіту Лодзинського воєводства.
Населення — 667 осіб (2011).

## Демографія
Демографічна структура станом на 31 березня 2011 року:
|          | Загалом | Допрацездатний вік | Працездатний вік | Постпрацездатний вік |
| -------- | ------- | ------------------ | ---------------- | -------------------- |
| Чоловіки | 307     | 54                 | 208              | 45                   |
| Жінки    | 360     | 81                 | 193              | 86                   |
| Разом    | 667     | 135                | 401              | 131                  |